# Château de Louvigny (Calvados)
Le château de Louvigny est un édifice situé sur le territoire de la commune de Louvigny dans le département français du Calvados.

## Localisation
Le monument est situé dans le département français du Calvados, à Louvigny, commune toute proche de Caen et à proximité de l'église,.

## Historique
Le château est daté du XVIIe siècle et est érigé par la famille de Bernières.
Il est propriété de la même famille depuis le règne de Louis XVIII.
Des gros travaux d'agrandissement ont lieu au début du XXe siècle mais les combats de la Bataille de Normandie l'amputent des 2/3.
Le domaine fait l'objet d'une inscription comme monument historique depuis le 21 mars 1946 : certains éléments conservés du bâtiment central (avant-corps, aile, pavillon d'extrémité) et l'orangerie.

## Architecture
Le château est bâti en pierres et au sein d'un parc.
La seule façade authentique subsistante est la façade arrière.